# جامعه (بوم‌شناسی)

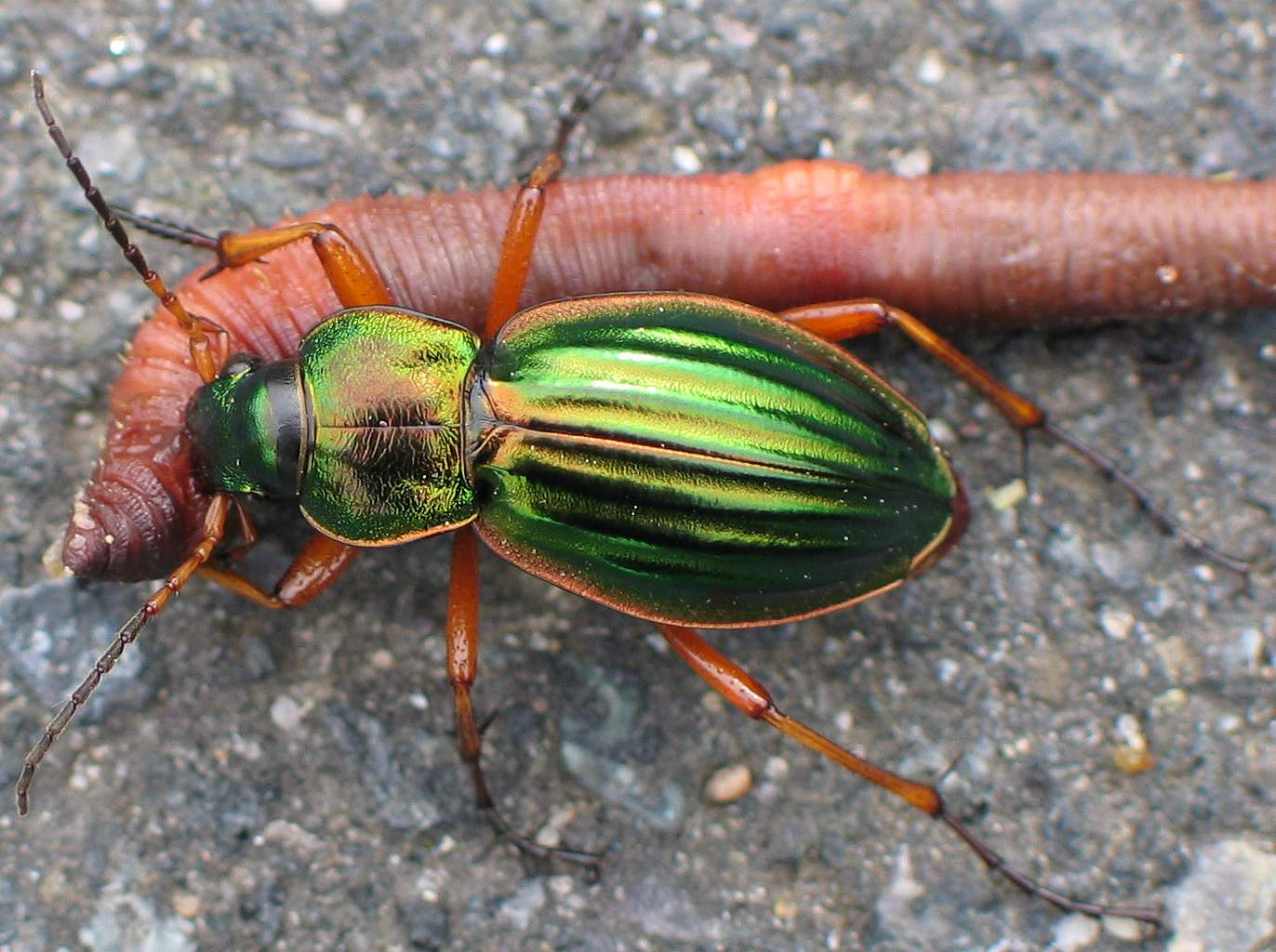
فعل و انفعالات ویژه‌ای همچون شکار، یک جنبه اساسی در بوم‌شناسی جامعه است.

در بوم‌شناسی، جامعه (به انگلیسی: Community) یا گروه جمعیتی عبارتست از دو یا چند گونه مختلف که یک منطقه جغرافیایی یکسان و در یک زمان خاص وجود دارند. این مفهوم به عنوان یک جامعه زیستی نیز شناخته می‌شود. اصطلاح جامعه کاربردهای مختلفی دارد. در ساده‌ترین شکل آن، گروه‌هایی از موجودات موجود در یک مکان یا زمان خاص اجتماع است. برای مثال «جامعه ماهیان دریاچه انتاریو پیش از صنعتی شدن».

## ساختار جامعه
یکی از مباحث اصلی تحقیق در بوم‌شناسی جامعه این بوده است که آیا جوامع زیست‌محیطی دارای ساختار (غیر تصادفی) هستند و اگر چنین است چگونه می‌توان این ساختار را توصیف کرد. اشکال ساختار جامعه شامل جمع شدن و لانه‌گزینی است.